# Sharpay's Fabulous Adventure (album)
Sharpay's Fabulous Adventure är namnet på soundtracket till filmen av Walt Disney Pictures med samma namn.

## Spårlista
| Nr | Titel                       | Kompositör                                     | Skivartist                                                            | Längd |
| -- | --------------------------- | ---------------------------------------------- | --------------------------------------------------------------------- | ----- |
| 1. | Gonna Shine                 | Randy Petersen & Kevin Quinn                   | Ashley Tisdale                                                        | 3:09  |
| 2. | My Boi and Me               | Matthew Tishler & Amy Powers                   | Ashley Tisdale                                                        | 1:48  |
| 3. | My Girl and Me              | Matthew Tishler & Amy Powers                   | Shawn Molko, Roger Ellistons sångröst, spelad av Bradley Steven Perry | 2:15  |
| 4. | New York's Best Kept Secret | David Lawrence & Faye Greenberg                | Ashley Tisdale                                                        | 3:28  |
| 5. | The Rest of My Life         | Matthew Tishler & Amy Powers                   | Ashley Tisdale                                                        | 3:01  |
| 6. | Baby                        | Justin Bieber, The Dream & Christopher Stewart | Lucas Grabeel                                                         | 3:34  |
| 7. | Walking on Sunshine         | Kimberly Rew                                   | Aly & AJ                                                              |       |
| 8. | Fabulous (Remix)            | David Lawrence & Faye Greenberg                | Ashley Tisdale och Lucas Grabeel                                      |       |

| 9.  | I Want It All           | Ashley Tisdale och Lucas Grabeel | 4:33 |
| 10. | Fabulous                | Ashley Tisdale och Lucas Grabeel | 3:01 |
| 11. | You Are the Music In Me | Ashley Tisdale                   | 2:29 |
| 12. | Humuhumunukunukuapua'a  | Ashley Tisdale och Lucas Grabeel | 3:11 |
| 13. | Bop to the Top          | Ashley Tisdale och Lucas Grabeel | 2:28 |

### Fotnoter
1. ↑  As Fabulosas Aventuras de Sharpay / Ashley Tisdale Arkiverad 12 mars 2012 hämtat från the Wayback Machine. - Saraiva.com. Retrieved on 2009-06-15.